# Ковачевич, Ненад
Ненад Ковачевич (серб. Ненад Ковачевић; родился 11 ноября 1980, Кралево, СФРЮ) — сербский футболист, полузащитник.

## Карьера

### Клубная
Карьеру начал в 1996 году в команде «Слога» из Кралево, а в 1997 году поступил в академию команды «Црвена Звезда». В том же году перешёл в команду «Единство» из Уба, через год перешёл в «Биг Бул» из Радничков, следующий сезон провёл в «Бораце» и затем ещё два года провёл в «Будучности» из Банатски-Двора.
Обучение в академии «Црвены Звезды» окончил в 2002 году и был принят в основной состав, провёл 85 игр в рамках национальной Суперлиги и забил один гол. Выступал под номером 16, несколько раз выводил команду на поле в качестве капитана. Дважды становился чемпионом страны и обладателем Кубка (оформил «золотые дубли» в 2004 и 2006 годах).
30 августа 2006 подписал контракт с французским «Лансом» сроком на 4 года. После вылета клуба в Лигу 2 выступал вместе с командой, а её состав покинул после сезона 2010/11, когда «Ланс» опять вылетел в Лигу 2, заняв 19-е место. 1 июля 2011 официально вернулся в состав «Црвены Звезды» и получил номер 33. В январе 2012 года подписал контракт с азербайджанским «Баку».

### В сборной
За сборные Сербии и Черногории и Сербии суммарно сыграл 25 матчей. Дебют состоялся 27 марта 2003 в игре против Болгарии в Крушеваце. Последнюю игру провёл 28 мая 2008 против России в Бургхаузене. Примечательно, что оба этих матча сербы проиграли с одинаковым счётом 1:2.

## Достижения
- Обладатель Кубка Сербии (1): 2011/12